# بولشوی سمیاچیک
بولشوی سمیاچیک (انگلیسی: Bolshoy Semyachik) یک کوه آتشفشانی در شبه‌جزیره کامچاتکای کشور روسیه است.